# Alouatta macconnelli
Alouatta macconnelli är en primat i släktet vrålapor som förekommer i nordöstra Sydamerika och på Trinidad.

## Utseende
Arten liknar röd vrålapa i utseende men har en ljusare pälsfärg. Hanar har till exempel en mera gulaktig päls på ryggen och kroppssidorna. På huvudet och axlarna är pälsen orangebrun. Honor har gulaktig päls på sidorna och vid buken.
Storleken anges ofta för alla vrålapor med rödaktig pälsfärg (inklusive Alouatta sara och Alouatta seniculus). De flesta hanar väger mellan 6,0 och 7,6 kg och honor blir vanligen 4,5 till 6,3 kg tunga. Kroppslängden (huvud och bål) varierar för hanar mellan 52 och 57 cm medan honor är 46 till 50 cm långa. Därtill kommer hos båda kön en cirka 65 cm lång svans.

## Utbredning och habitat
Denna primat förekommer i regionen Guyana, inklusive östra Venezuela och nordöstra Brasilien. Alouatta macconnelli vistas i regnskogar, i galleriskogar, i mangroveskogar och i lövfällande skogar.

## Ekologi
Arten har samma levnadssätt som andra vrålapor. Den äter främst frukter och blad som kompletteras med andra växtdelar och jord från termitstackar. En hane, en eller några vuxna honor och deras ungar bildar mindre flockar. Gruppen har i genomsnitt fyra medlemmar och ibland upp till åtta medlemmar.
Honor kan troligen para sig hela året men mellan två kullar ligger vanligen 16 månader. Dräktigheten varar cirka 191 dagar och sedan föds en unge.

## Status
Ibland faller en individ offer för människans jakt och i Brasilien försämras situationen på grund av skogsavverkningar. Hela beståndet listas av IUCN som livskraftig (LC). Arten förekommer i olika nationalparker och i andra skyddszoner.